# Операция Зет
Операция Зет — название программы СССР по оказанию военной помощи Китаю в годы японо-китайской войны.

## Предпосылки
С 1927 года отношения между СССР и Китайской республикой заметно ухудшились. Это было связано с началом гражданской войны в Китае, где партии Гоминьдан и правительству Чан Кайши противостояли коммунисты, которых поддерживал Советский Союз. После начала японо-китайской войны начался процесс сближения двух государств. В августе 1937 был заключён советско-китайский договор о ненападении. В сентябре того же года КПК получила право легальной деятельности на всей территории Китая. Такое потепление в отношениях двух стран вызвали пограничные столкновения между СССР и Японией.

## Проведение операции
26 сентября 1937 года началось создание отдела «Z» по образцу отдела, проводившего операцию «Х» в Испании. В Китай были направлены советские военные советники и лётчики. Для проведения операции было задействовано более 4000 военных.
17 октября 1937 года начались поставки военных материалов грузовиками через Синьцзян по маршруту Алма-Ата — Урумчи — Хами — Сучжоу — Ланьчжоу. Был также освоен и маршрут через Монголию, который был вдвое короче.
В период проведения операции было поставлено 82 танка Т-26, 700 автомашин, 240 полевых орудий, 20 зенитных орудий, 430 малокалиберных орудий и около 2 млн снарядов к ним, 300 станковых пулемётов, 3 600 ручных пулемётов, свыше 40 000 000 винтовочных патронов.
В Китай было направлено 3000 тонн авиабомб и огнеприпасов, 1000 тонн авиационных грузов, 1430 тонн авиагорючего. Страна получила от СССР около 500 самолётов. Среди них были: 6 ТБ-3, 146 СБ, 109 И-16, 8 УТИ-4, 222 И-15.
Операция продолжалась до 1941 года, когда она была свёрнута в связи с подписанием советско-японского договора 1941 года.